# Compó
A compó (Tinca tinca) a sugarasúszójú halak (Actinopterygii) osztályának pontyalakúak (Cypriniformes) rendjébe, ezen belül a pontyfélék (Cyprinidae) családjába tartozó faj.
Alcsaládjának és nemének az egyetlen faja.
Egyéb nevei: doktorhal, cigányhal. 2016-ban elnyerte az "Év hala" címet.

## Előfordulása

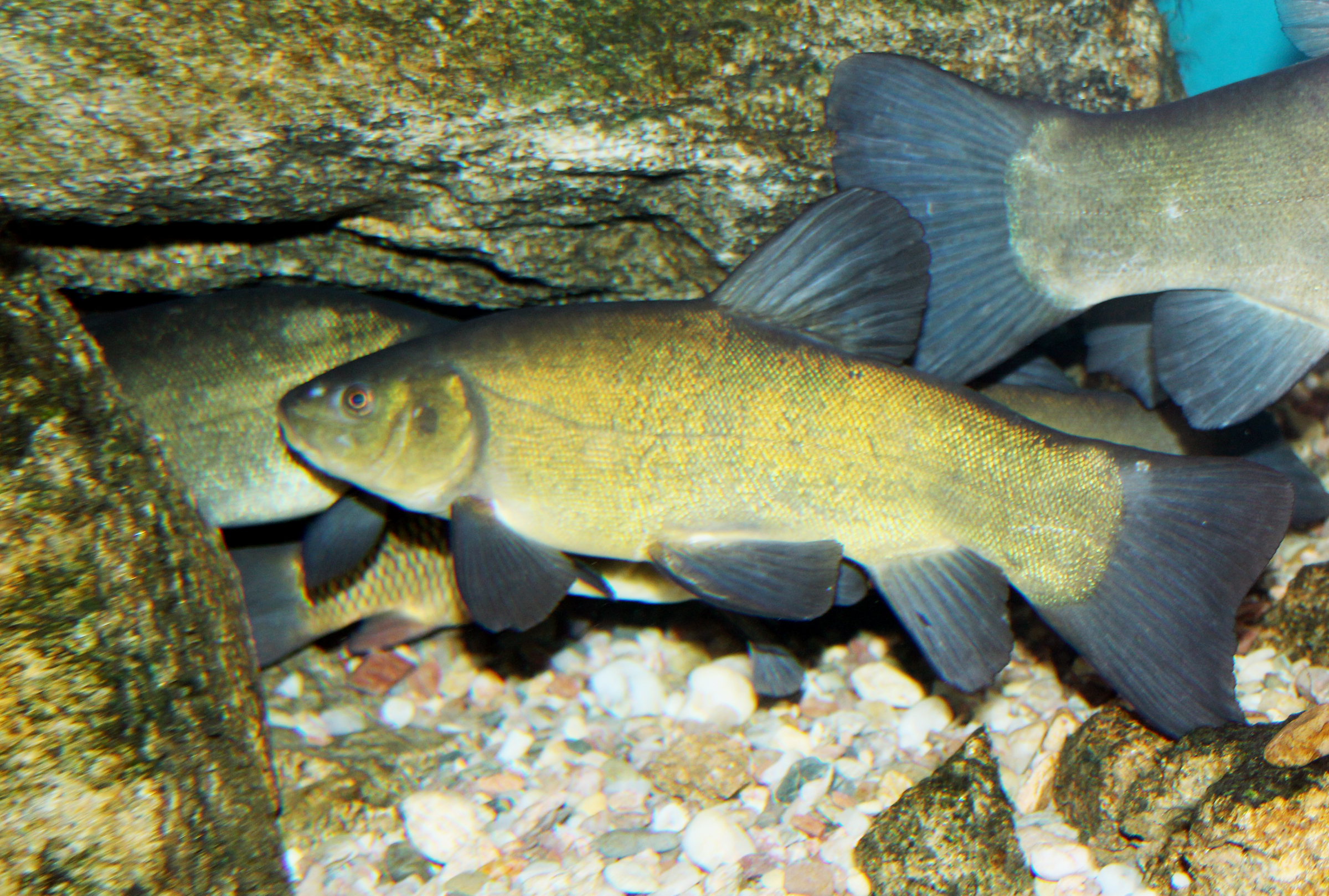
Compók egy csehországi akváriumban

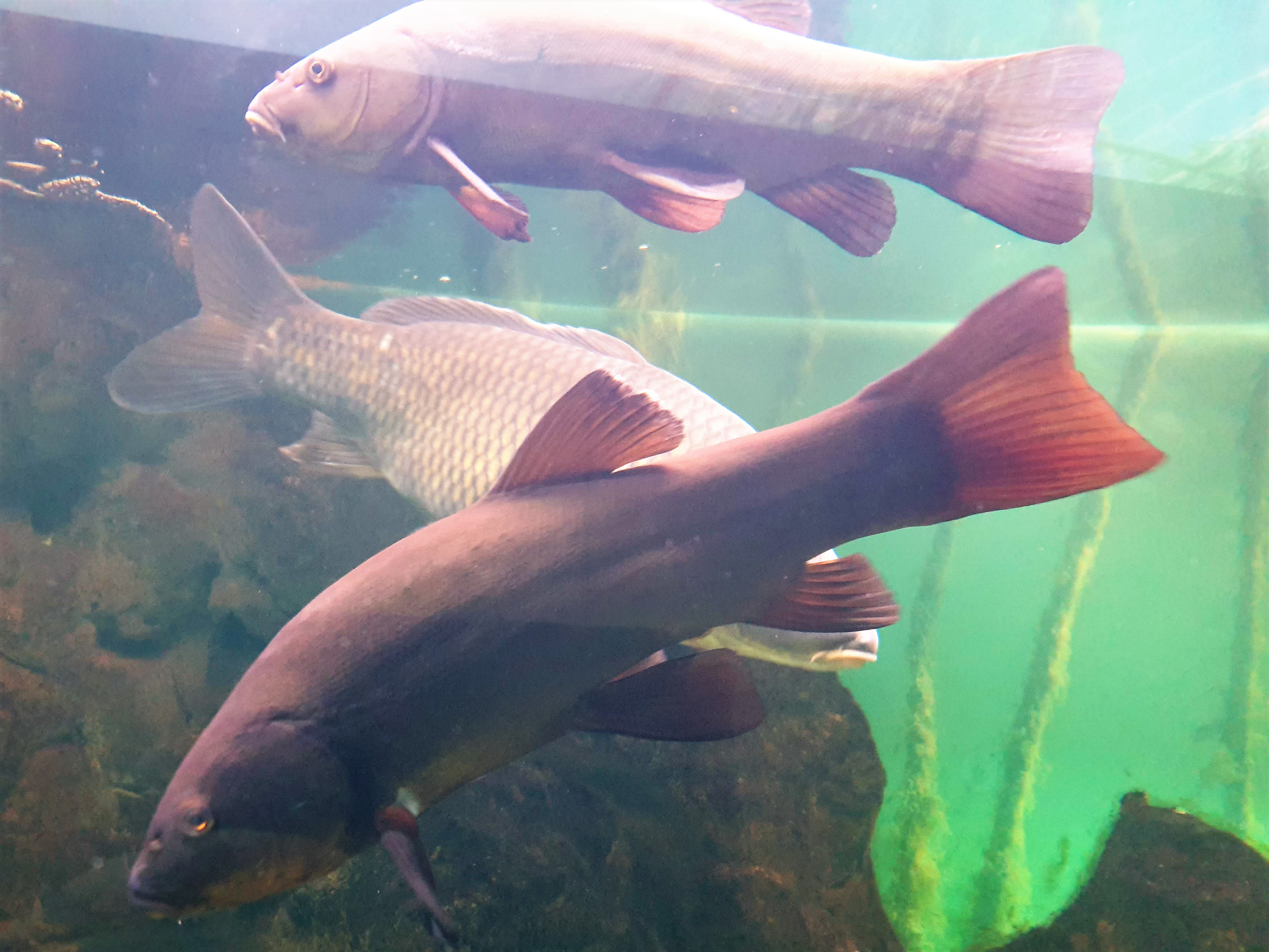
Akváriumi példányok

Európában, Szibéria egy részén és Anatóliában lévő síkvidéki, lassú áramlású, iszapos medrű folyók, állóvizek és mocsarak lakója. Magyarország állóvizeiben is gyakori.

## Megjelenése,felépítése
A compó hosszúsága átlagosan 20-30 centiméter, legfeljebb 70 centiméter (7,5 kilogramm tömeggel). A compó teste zömök, erőteljes felépítésű, magas faroknyéllel. Szája kicsi, csúcsba nyíló, mindkét szájzugon egy-egy rövid bajuszszál lóg. Szemei kicsinyek. Garatfogai egysorosak: 4,(5)-5. Pikkelyei aranysárgák és nagyon aprók (az oldalvonal mentén 95-100 található), a vastag, nyálkás bőrbe mélyen beágyazódtak. A hátúszót 12-13, a farok alatti úszót 9-11 sugár támasztja, valamennyi úszó lekerekített. A hím hasúszói megnyúltak, rajtuk a 2. sugár megvastagodott. A farokúszó gyengén öblösen bemélyedő szélű. Háta többnyire sötétzöld vagy sötétbarna, oldala világosabb, sárgarézfényű, hasoldala pedig sárgásfehér. 39-41 csigolyája van.

## Életmódja, élőhelye
A compó túlnyomórészt lassan folyó vizekben, valamint sűrű növényállományokkal benőtt, iszapos fenékű, sekély, melegebb vizű tavakban él. Óvatos, a fényt kerülő halfaj, napközben rendszerint a fenékre húzódik, és csak szürkületkor élénkül meg. Az iszapban keresgéli szúnyoglárvákból, férgekből és csigákból álló táplálékát, de növényeket is fogyaszt. A telet az iszapba ásva tölti. Fekete, sárga és piros színváltozata is előfordul.

### Szaporodása
2–3 évesen válik ivaréretté. Május–júniusban ívik. 200–300 000 darab, nagyjából 1 mm átmérőjű ikrát rak, ezek rátapadnak a vízinövényekre. A kelési idő 20 °C-on körülbelül 3 nap. A frissen kelt, 4–5 milliméteres lárvák fején ragadós mirigy van, ezzel tapadnak meg a vízinövényeken, amíg szikzacskójukat felélik.

## Rekordok
Az RSD (Ráckevei-Soroksári Dunaág) legnagyobb compója 2023. október 21-én, szombaton este a Rózsa-szigeten horogra akadt Szabó Krisztián bojlis szerelékére. A 3,48 kg-os, 48 cm hosszú halat 5 perces csónakos fárasztás után sikerült partra emelni, majd a halőr hitelesítése után visszaengedték a folyóba. A rekorder a MOHOSZ hivatalos abszolút listájának a legnagyobb compója, új országos rekord.